# Championnats du monde de VTT 1990
Navigation
Barga 1991
Les championnats du monde de VTT 1990 se sont déroulés à Durango aux États-Unis du 14 au 15 septembre 1990. Ce sont les premiers championnats du monde de VTT organisés par l'Union cycliste internationale.

## Médaillés

### Cross-country
| Épreuves         | Or                | Argent              | Bronze          |
| ---------------- | ----------------- | ------------------- | --------------- |
| Hommes           | Ned Overend       | Thomas Frischknecht | Tim Gould       |
| Femmes           | Juliana Furtado   | Sara Ballantyne     | Ruthie Matthes  |
| Hommes, juniors  | Jimi Killen       | Tyler Kettenburg    | Jake Elliot     |
| Hommes, vétérans | Patrice Thévenard | Albert Zweifel      | Walter Braendli |
| Femmes, vétérans | Lisa Muhich       | Charlotte Waller    | Jacquie Phelan  |

### Descente
| Épreuves         | Or           | Argent        | Bronze          |
| ---------------- | ------------ | ------------- | --------------- |
| Hommes           | Greg Herbold | Mike Kloser   | Paul Thomasberg |
| Femmes           | Cindy Devine | Elladee Brown | Penny Davidson  |
| Hommes, juniors  | Joey Irwin   | David Hemming | Dwayne Norris   |
| Hommes, vétérans | Jeff Enos    | Marcel Aerts  | J.P. Morgan     |
| Femmes, vétérans | Lisa Muhich  | Kathy Oswald  | Linda Myers     |

## Tableau des médailles
| Rang  | Nation           | Or | Argent | Bronze | Total |
| ----- | ---------------- | -- | ------ | ------ | ----- |
| 1     | États-Unis       | 8  | 5      | 6      | 19    |
| 2     | Canada           | 1  | 1      | 0      | 2     |
| 3     | France           | 1  | 0      | 0      | 1     |
| 4     | Suisse           | 0  | 2      | 1      | 3     |
| 5     | Grande-Bretagne  | 0  | 1      | 2      | 3     |
| 6     | Belgique         | 0  | 1      | 0      | 1     |
| 4     | Nouvelle-Zélande | 0  | 0      | 1      | 1     |
| Total | Total            | 10 | 10     | 10     | 30    |